# Пауль Вегенер (гауляйтер)
Пауль Вегенер (нім. Paul Wegener; 1 жовтня 1908, Фарель — 5 травня 1993, Вехтерсбах), партійний і державний діяч Третього Рейху, почесний обергрупенфюрер СС (1 серпня 1944).

## Біографія
Син лікаря. Відвідував гімназію в Балленштедті. Після сільськогосподарської практики закінчив освіту в Німецькій колоніальній школі сільського господарства, торгівлі і промисловості в Вітценгаузені (Гессен). Тут одружився з дочкою доцента. З 1929 по 1930 рік працював продавцем в експортно-імпортній фірмі в Бремені.
1 серпня 1930 року вступив у НСДАП (партквиток № 286 225). 1 лютого 1931 року вступив у СА; командир 19-го полку СА і ортсгрупенляйтер Фарена. З 1 травня 1932 року — командир 75-го полку СА. З 11 березня 1933 року — районний керівник НСДАП (крайсляйтер) в Бремені. Також з 1933 року був членом Бременської міської ради, державний радник Вільного Ганзейського міста Бремен.
12 листопада 1933 року обраний депутатом Рейхстагу від округу Везер-Емс. З 11 липня 1934 по 8 серпня 1936 року — рейхсамтсляйтер в Штабі заступника фюрера, ад'ютант Мартіна Бормана.
З 8 серпня 1936 року — заступник гауляйтера гау Курмарк (з 1940 року — Марк Бранденбург) Еміля Штюрца. У лютому-квітні 1940 року служив у ВПС, військовий кореспондент.
19 квітня 1940 призначений керівним співробітником Райхскомісаріату Норвегія, керівник організації НСДАП у Норвегії, працював під керівництвом райхскомісара Йозефа Тербофена. З 15 липня 1940 року — гебітскомісар області Північна Норвегія (Тронгейм). З 1 жовтня 1940 року — начальник виконавчого штабу Тербофена, керував створенням окупаційного апарату в Норвегії. 20 квітня 1940 року перевівся з СА в СС (посвідчення № 353 161).
У 1941 році добровольцем брав участь в Грецькій кампанії в складі «Лейбштандарту СС Адольф Гітлер».
16 травня 1942 року після смерті Карла Рефера призначений рейхсштатгальтером землі Ольденбург і гауляйтером гау Везер-Емс (штаб-квартира — Ольденбург). З 16 листопада 1942 року — імперський комісар оборони Везер-Емса. З 22 квітня 1945 року — імперський комісар оборони Північної Німеччини.
Брав активну участь у роботі фленсбурзького уряду грос-адмірала Карла Деніца. 2 травня 1945 року увійшов до складу уряду, зайнявши пост вищого цивільного комісара імперської оборони в ранзі імперського статс-секретаря. 23 травня 1945 року ув'язнений у Фленсбурзі разом з іншими членами уряду частинами 10-ї англійської танкової армії.
Утримувався у таборі для високопоставлених військових і функціонерів НСДАП № 32 (Camp Ashcan) в люксембурзькому селі Мондорф-ле-Бен. 28 листопада 1949 року англійським військовим трибуналом в Білефельді з урахуванням терміну проведеного в ув'язненні засуджений до 6 років і 6 місяців в'язниці. У травні 1951 року звільнений.
Після звільнення працював комерційним службовцям у Зінцгаймі біля Баден-Бадена, з 1959 року разом із родиною жив у Вехтерсбаху в Гессені, працював представником фірми з торгівлі деревиною.

## Нагороди
- Почесний кут старих бійців
- Почесна шпага рейхсфюрера СС
- Залізний хрест 2-го класу
- Нагрудний знак «За участь у загальних штурмових атаках»
- Хрест Воєнних заслуг 2-го і 1-го класу з мечами